# هوستاشوویتسه
هوستاشوویتسه (به چکی: Hostašovice) یک منطقهٔ مسکونی در جمهوری چک است که در ناحیه نووی ییتشین واقع شده‌است. هوستاشوویتسه ۹٫۲۶ کیلومتر مربع مساحت و ۷۵۶ نفر جمعیت دارد و ۳۶۰ متر بالاتر از سطح دریا واقع شده‌است.